# Пјани (Савона)
Пјани је насеље у Италији у округу Савона, региону Лигурија.
Према процени из 2011. у насељу је живело 498 становника. Насеље се налази на надморској висини од 408 м.